# Nephelistis orbicularis
Nephelistis orbicularis är en fjärilsart som beskrevs av Hans Zerny 1916. Nephelistis orbicularis ingår i släktet Nephelistis och familjen nattflyn. Inga underarter finns listade i Catalogue of Life.